# Кэмпбелл, Джордж, 6-й герцог Аргайл
Джордж Уильям Кэмпбелл, 6-й герцог Аргайл (англ. George Campbell, 6th Duke of Argyll; 22 сентября 1768 — 22 октября 1839) — шотландский аристократ и политик-виг. Он именовался графом Кэмпбеллом с 1768 по 1770 год и маркизом Лорном с 1770 по 1806 год.

## Предыстория
Родился 22 сентября 1768 года. Второй сын фельдмаршала Джона Кэмпбелла, 5-го герцога Аргайла (1723—1806), и его жены Элизабет Кэмпбелл, 1-й баронессы Гамильтон (1733—1790), дочери полковника Джона Ганнинга (1700—1767) и Бриджет Бурк.

## Карьера
Маркиз Лорн заседал в Палате общин Великобритании от округа Сент-Джерманс с 1790 по 1796 год.
В августе 1799 года после смерти своего сводного брата, Дугласа Гамильтона, 2-го барона Гамильтона из Хэмилдона (1756—1799), Дордж Уильям Кэмпбелл, маркиз Лорн, унаследовал титул 3-го барона Гамильтона из Хэмилдона.
24 мая 1806 года после смерти своего отца, Джона Кэмпбелла, 5-го герцога Аргайла, Джордж Уильям Кэмпбелл унаследовал титул 6-го герцога Аргайла, а также все дочерние титулы и родовые владения Кэмпбеллов.
Герцог Аргайл дважды был лордом-хранителем Великой печати Шотландии (1827—1828, 1830—1839). В 1833 году он был приведен к присяге Тайным советом и назначен лордом-стюардом в администрации вигов во главе с лордом Греем, должность, которую он сохранил, когда лорд Мельбурн в июле 1834 года стал новым премьер-министром. Виги лишились власти в ноябре 1834 года, но вернулись к власти уже в апреле 1835 года, когда герцог Аргайл снова стал лордом-стюардом при Мельбурне. Он оставался на этом посту до самой своей смерти в 1839 году. Герцог Аргайл также был лордом-лейтенантом Аргайлшира с 1799 по 1839 год.

## Семья
29 ноября 1810 года в Эдинбурге Джон Уильям Кэмпбелл, лорд Лорн, женился на леди Кэролайн Элизабет Вильерс (16 декабря 1774 — 16 июня 1835), дочери Джорджа Вильерса, 4-го графа Джерси (1735—1805), и Фрэнсис Твисден (1753—1821). У супругов не было общих детей. Кэролайн была бывшей женой (1795—1810) Генри Пэджета, 1-го маркиза Англси (1768—1854), друга герцога Аргайла.
Герцог Аргайл скончался в октябре 1839 года в возрасте 71 года в замке Инверэри, графство Аргайлшир, и был похоронен 10 ноября 1839 года в приходской церкви в Килмуне, графство Коуэл. Его младший брат, лорд Джон Кэмпбелл, унаследовал его титулы.

## Титулатура
- 6-й герцог Аргайл (с 24 мая 1806)
- 3-й барон Гамильтон из Хэмилдона (с 2 августа 1799)
- 2-й барон Саундбридж из Кумбанка (с 24 мая 1806)
- 8-й баронет Кэмпбелл из Ланди, Форфаршир (с 24 мая 1806)
- 9-й лорд Кинтайр (с 24 мая 1806)
- 6-й граф Кэмпбелл и Коуэл (с 24 мая 1806)
- 6-й виконт Лохоу и Гленила (с 24 мая 1806)
- 6-й маркиз Кинтайр и Лорн (с 24 мая 1806)
- 15-й лорд Лорн (с 24 мая 1806)
- 16-й лорд Кэмпбелл (с 24 мая 1806)
- 6-й лорд Инверэри, Малл, Морверн и Тири (с 24 мая 1806)
- 15-й граф Аргайл (с 24 мая 1806)